# Slaget vid Kyyrö
Slaget vid Kyyrö utspelade sig den 11 juni 1789 i Kyyrö, Kristina socken i Finland och det blev en rysk seger.

## Striden
De finska trupperna opererade i två huvudavdelningar, en i söder vid gränsen, Kymmene älv, en nordligare i Savolax. Ryssarna, som på våren var rustade tidigare än svenskarna, beslöt på Sprengtportens inrådan att utnyttja de svenska truppernas tudelning på så sätt, att de bröt fram i sydvästra hörnet av Savolax mot förbindelse linjen mellan de båda arméerna i avsikt att avskära denna linje och krossa den isolerade Savolaxbrigaden. I början av juni framryckte ryssarna, 5000 man starka mot de oförberedda Savolaxtrupperna, av vilka en liten skara av 230 man mottog don första stöten vid Kyyrö i Kristina socken. Efter en häftig strid blev svenskarna tvungna att retirera på vägen emot S:t Michel.